# Alberto Celli
Alberto Celli (ur. 24 czerwca 1985 w San Marino) – sanmaryński piłkarz występujący na pozycji obrońcy lub pomocnika, jednokrotny reprezentant San Marino.

## Kariera klubowa
Wychowanek San Marino Calcio. Jako gracz tego klubu był wypożyczany do ASD Del Conca i CBR Pietracuta. W dalszej kolejności występował w innych włoskich klubach z niższych kategorii rozgrywkowych: Viserba Calcio i ASD Sant'Ermete 1970 oraz w zespołach sanmaryńskich: SP Domagnano, SS Murata, SP Tre Penne, SS Cosmos, AC Libertas, SS Pennarossa i SS Folgore/Falciano.

## Kariera reprezentacyjna
Grał w reprezentacji San Marino U-17, U-19 oraz U-21. Łącznie rozegrał na poziomie młodzieżowym 14 meczów. W seniorskiej reprezentacji San Marino zanotował jeden występ – 16 sierpnia 2006 w towarzyskim meczu z Albanią, przegranym 0:3.